# 杉原嘉中
杉原 嘉中（すぎはら よしなか、? - 正徳3年5月12日（1713年6月4日））は、備中国足守藩の家老。山の手杉原家第3代当主。
第2代当主杉原勝興の子。母は於雪（木下利当三女）。通称は一学。子に杉原中秀。
寛文9年（1669年）1月15日に部屋住みで召し出され、150石を給わる。延宝3年（1675年）に父の跡目を継ぐ。しかし与えられた新知は400石であり、父の代より1000石以上も減らされたため、延宝6年（1678年）に暇をもらって伏見に移り住んだ。
元禄元年（1688年）2月23日、藩主木下公定に懇願されて帰参し、翌日50人扶持を与えられる。同4年（1691年）11月1日に家老となり、30人扶持を加増される。帰参後は国絵図の作成や、院御所普請の惣奉行を務めた。正徳3年（1713年）5月12日に病死した。